# Inmaculada Concepción (Zurbarán, Fundación Focus)
Inmaculada Concepción es el tema de un cuadro de Francisco de Zurbarán realizado ca.1645, que consta con el número 195 en el catálogo razonado y crítico realizado por la historiadora del arte Odile Delenda, especializada en este artista.

## Introducción
La iconografía de la Inmaculada Concepción se fue gestando a lo largo del siglo XVI, sobre la base de un versículo del Apocalipsis de san Juan, complementada con algunos símbolos de las letanías de Loreto. Luis del Alcázar —en 1618— y Francisco Pacheco, en su Arte de la pintura, fueron determinando su plasmación pictórica, concretamente en la ciudad de Sevilla.
Las normas iconográficas de Pacheco nunca se cumplieron rigurosamente, siendo este mismo artista el primero en transgredirlas, como también lo hizo Zurbarán en el presente lienzo y en la Inmaculada Concepción. De hecho, varias Inmaculadas pintadas por Zurbarán en la década de los 40 presentan notables variaciones sobre este tema, tanto respecto a la composición como a la iconografía. Así, en estas obras, los atributos de las letanías lauretanas han desaparecido de alrededor de la figura de María, substituidos por cabezas de angelitos.

## Descripción de la obra
Datos técnicos y registrales
- Propiedad del Ayuntamiento de Sevilla, depositado en la Fundación Focus, Centro Velázquez;
- Pintura al óleo sobre lienzo 198 x 120 cm;
- Fecha de realización: ca.1645;
- Catalogado por O. Delenda con el número 195 y por Tiziana Frati con el número 314;[2]

### Análisis de la obra
Pintada poco después de la versión del Museo Cerralbo, esta Inmaculada presenta una tipología similar, pero sin las particularidades iconográficas de aquella. Sigue exactamente el mismo modelo en postura y ropaje, pero con un canon algo más alargado. El rostro de la Virgen también es distinto: en el presente lienzo dirige su mirada hacia el Cielo y sus rasgos recuerdan los de algunas santas pintadas por los ayudantes de Zurbarán. Precisamente, Juan Miguel Serrera apuntó la participación del taller en esta versión. Es muy interesante el movimiento ondulante de las nubes doradas —a la derecha— con cabezas de angelitos, siguiendo la curva del manto azul-grisáceo. Típico de la década de los 40 es el brumoso paisaje, someramente representado en la parte inferior, con algunos símbolos de las letanías.marianas, diluidos en una luz dorada.
Con respecto a la citada versión del Museo Cerralbo, Juan Miguel Serrera apuntó una mayor participación del taller en la presente obra, que Paul Guinard considera un boceto, juzgándola anterior a aquella. Por el contrario, Martín S. Soria señala la armonía de contrastes, la calidad del claroscuro, la refinada ejecución y su mayor movimiento.

## Procedencia
1. Sevilla, Convento del Pópulo;
2. Sevilla, Ayuntamiento, 1868;
3. Depositado en el Centro Velázquez de la Fundación Focus, desde octubre de 2008.[5]